# Салінела
Салінела — дрібний організм, що складається з одного шару клітин і не має тканин та органів.

## Еволюція та систематика
Салінела належить до типу Monoblastozoa і є водночас єдиним відомим видом цього типу. З огляду на те, що даний тип такий маленький, в ньому не виділяють класів та рядів.
Салінела була відкрита в 1892 році в культурі 2%-го солевого розчину, отриманого з матеріалу, набраного в солевих покладах провінції Кордова (Аргентина). Відповідно до Й. Френзеля — автора єдиної публікації про салінелу — тіло цього організму складається з єдиного клітинного шару, не маючи тканин та органів. Втім, з моменту відкриття салінела жодного разу не була знайдена; тому деякі зоологи припускають, що цей вид насправді не існує.
Початково салінела була класифікована як член типу Mezozoa, разом з діциємідами, ортонектідами та пластинчастими. Але тіло салінели відрізняється від всіх інших Animalia тим, що у неї немає окремого типу внутрішніх клітин, на відміну від всіх інших багатоклітинних, у яких частина клітин всередині організму відозмінюється і утворює ентодерму. У зв'язку з цим салінела виявляється більш спорідненою з одноклітинними організмами, ніж з будь-яким видом багатоклітинних. Зоологи вважають, що, якщо сучасним дослідникам вдасться знайти в природі салінелу ще раз, та вивчити її детально із застосуванням сучасних методів, буде доведено, що дана тварина являє собою проміжну стадію між одноклітинними та багатоклітинними організмами.

## Зовнішній вигляд
Тіло салінели складається з приблизно сотні клітин, що формують єдиний шар, в якому знаходиться травна порожнина. Травна порожнина відкрита з обох кінців, з отворами, що функціонують як рот та анус, відповідно; навколо рота та ануса спостерігаються видовжені ворсинки. Черевна сторона є дещо сплюснутою та густо вкритою короткими ворсинками; клітинні стінки, що повернуті до травної порожнини, також несуть численні ворсинки.

## Розповсюдження та спосіб життя
Салінела була знайдена один раз, на території Аргентини. На 2003 рік про біологічні особливості салінели в природному середовищі нічого не було відомо.
Ця тварина пересувається завдяки биттю ворсинок, як інфузорії та деякі дрібні пласкі черви. Харчується шляхом ковтання органічного детриту через ротовий отвір, звідки він потрапляє до травної порожнини. Неперетравлений матеріал просувається до анального отвору завдяки биттю ворсинок.
Для салінел характерне безстатеве розмноження шляхом поперечного поділу навпіл; окрім того, в культурі час від часу спостерігався і інший тип розмноження. В останньому випадку салінели формували цисту, зливаючись вдвох. Хоча деталі подальшого процесу невідомі, в культурі був знайдений одноклітинний організм, який, судячи із всього, вийшов з такої цисти. Втім, точно невідомо, чи відбувається в цистах статеве розмноження.

## Публікації
- (нім.) Frenzel, Johannes. Untersuchungen über die mikroskopische Fauna Argentiniens. Archiv für Naturgeschichte 58 (1892): 66-96.